# Kara-Buura
Kara-Buurinskij Rajon (ryska: Кара-Бууринский Район) är ett distrikt i Kirgizistan.   Det ligger i oblastet Talas, i den västra delen av landet, 260 km väster om huvudstaden Bisjkek.